# Campotenes
Campotenes es un género de polillas tortrícidas categorizado en la tribu Schoenotenini, de la subfamilia Tortricinae. Fue descrito por Diakonoff en 1960.

## Especies
- Campotenes beryllodes (Diakonoff, 1954)
- Campotenes chrysopluta (Diakonoff, 1954)
- Campotenes microphthalma (Diakonoff, 1954)
- Campotenes vervoorti Diakonoff, 1972